# التسلسل الزمني للأحداث في قبرص 1974
هذا تسلسل زمني لأحداث الانقلاب القبرصي الموالي لليونان سنة 1974 والتدخل العسكري التركي في قبرص من الفترة من 15 يوليو إلى 16 أغسطس 1974.

## يوليو 1974
- 15 - قيام الحرس الوطني القبرصي ومنظمة إيوكا-ب بقيادة المجلس العسكري اليوناني بعمل انقلاب والإطاحة بالرئيس المنتخب ديمقراطيا مكاريوس الثالث، بهدف إينوسيس (ضم قبرص إلى اليونان).
- 15 - قال رؤوف دنكطاش زعيم القبارصة الأتراك لجمهوره في إذاعة البيرق إن «واجبنا في هذا الوضع، الذي نعتقد أنه شأن بين القبارصة اليونانيين هو حماية أمننا الدولي، واتخاذ تدابير دفاعية وعدم التدخل في أي من الأحداث بين القبارصة اليونانيين».[1]
- 19 - أثناء مخاطبته مجلس الأمن الدولي اتهم رئيس الأساقفة مكاريوس الثالث اليونان بأنها غزت قبرص: «انقلاب المجلس العسكري اليوناني هو غزو، ومن عواقبه عاني شعب قبرص كله من يونانيين وأتراك».
- 20 - بعد عدم وجود دعم دولي ضد الانقلاب الذي قادته اليونان والرئيس الدمية الذي نصبته اليونان نيكوس سامبسون تدخلت تركيا عسكريا في جزيرة قبرص. فأرسلت قبرص زورقي طوربيد تابعين للبحرية القبرصية من غرنة للاشتباك مع أسطول البحرية التركي الذي يقترب من الشاطئ. غرقت كلتا السفينتين بسبب هجوم جوي وبحري تركي مشترك.[2]
- 20 - شنت القوات القبرصية اليونانية هجومًا مضادًا منظمًا على رأس الجسر التركي في غرنة بدعم من دبابات تي-34، لكنها فشلت في طرد قوة الإنزال التركية. فدمرت أربع دبابات قبرصية يونانية ومركبتين مصفحتين بواسطة المشاة والغارات الجوية التركية.[2]
- 20 - شن الحرس الوطني القبرصي بدعم من جميع دبابات T-34 المتاحة، وكذلك القوات البرية القبرصية اليونانية هجوما واسعا على الجيب القبرصي التركي في كيونيلي، في محاولة لمنع القوات التركية من تشكيل رأس جسر إلى نيقوسيا. فشل هذا الهجوم ودمرت دبابتان من طراز T-34 القبرصية اليونانية.
- 20- قرابة الساعة 10:00 هاجم 450 مقاتلاً من مقاتلي منظمة إيوكا-ب من كتيبة المشاة الاحتياطية 203 الجيب القبرصي التركي في ليماسول، حيث كان يوجد ما يقرب من 1000 ساكن مدججين بالسلاح. في الوقت نفسه اشتبك 100 من مقاتلي المنظمة مع جيب أفديمو القبرصي التركي غرب ليماسول واعتقال القبارصة الأتراك أسرى حرب ليتم نقلهم إلى الاستاد الرئيسي في ليماسول.
- 20 - في حوالي الساعة 17:00 وصلت سفينة الإنزال اليونانية ليسفوس (L-172) بقيادة مساعد القائد إي هاندرينوس إلى بافوس وبدأت في قصف مواقع جيوب القبارصة الأتراك القريبة من الميناء ببنادق المضادة للطائرات من عيار 40 ملم. ثم أنزلت السفينة حوالي 450 جنديًا من قوة إحلال قواتها البرية في بافوس، وتوجهت على الفور إلى البحر للهروب من العدو. توقع الأتراك أن سفينة الإنزال ليسفوس هي جزء من فريق عمل أكبر، مما أدى في النهاية إلى وصول المدمرات التركية الثلاث التي هاجمتها القوات الجوية التركية بالخطأ.[3]
- 20 - شنت قوات الكوماندوز والمشاة التابعة للحرس الوطني القبرصي هجوما منسقا على مقاطعة أجيرتا نيقوسيا التركية، محاصرة الأجنحة الشمالية في محاولة لعزلها. تم إنزال المظليين الأتراك داخل وحول الجيب من أجل تعزيزه، مما أدى إلى خسائر فادحة في المشاة في ميا ميليا، حيث نزلوا عن طريق الخطأ على خطوط دفاعية للقبارصة اليونانيين.
- 20 - في حوالي الساعة 22:00 أصدرت مليشيا القبارصة الأتراك في بافوس استسلامًا عامًا. وفي الوقت نفسه احتمى المدنيون والمليشيات القبرصية التركية في فاماغوستا خلف أسوار المدينة القديمة واستعدوا للحصار.
- 20 - أصدر مجلس الأمن التابع للأمم المتحدة القرار رقم 353، الذي طالب بالانسحاب الفوري «للأفراد العسكريين الأجانب الموجودين في أماكن غير خاضعة لسلطة الاتفاقيات الدولية» ويحث على إجراء مفاوضات بين اليونان وتركيا والمملكة المتحدة.[4]
- 21 - تعرضت المدمرة التركية D-354 Kocatepe لنيران صديقة من الطائرات الحربية التركية وغرقها بعد أن ظن خطأ أنها سفينة يونانية. كما تضررت مدمرتان أخريان في الهجوم.
- 21 - انتشار قوات الحرس الوطني القبرصي حول كيرينيا والبدء في تشكيل خطوط دفاعية على طريق كيرينيا - كارافاس، وكذلك في تريميثي.
- 21 - جرى قتال عنيف في جبال بينداكتيلوس بين قوات كوماندوز الجبال القبرصية اليونانية والقوات التركية. يستولي القبارصة اليونانيون على أسبري موتي، بينما يسيطر الأتراك على أغ إيلاريونا، واستخدمها كلا الجانبين كمواقع دعم.
- 21 - صدرت أوامر لفرقة كوماندوز الجبال القبرصية اليونانية بالبدء في مغادرة جبال بينيداكتيلوس من أجل تأمين أهداف أخرى. استولى الحرس الوطني القبرصي على قرية بيليري.
- 21 - محاولة اغتيال قائد البحرية القبرصية اليونانية أثناء سفره إلى كارافاس على طريق ميرتو - أسوماتو. فشلت المحاولة التي شنها المظليون الأتراك.
- 21 - عند ممر أجيرتا - نيقوسيا، حققت قوات الكوماندوز الجبلية القبرصية اليونانية أهدافها حيث وصلت 31MK و 33MK من الغرب للاستيلاء على قمة جبل كوتاكاغيا، بينما وصلت 32MK من الشرق لإجبار تركيا على الانسحاب من الممر.[5]
- 21 - في حوالي الساعة 06:00 انهارت جميع أشكال المقاومة التي قام بها القبارصة الأتراك في ليماسول تحت وطأة هجوم القبارصة اليونانيين، وتم أسر ما يقرب من 1000 أسير حرب. في هذه الأثناء تم الاستيلاء على قرية بيليري التي يسيطر عليها القبارصة الأتراك من قبل كتيبة المشاة 231.
- 22 - وصلت سفن الإنزال التركية إلى رأس الجسر وبدأت في انزال دبابات القتال الرئيسية M47 وM48 بالإضافة إلى المعدات الداعمة. لم تتمكن القوات القبرصية اليونانية الموجودة في المنطقة من مواجهة قوة الإنزال الجديدة فتراجعت.
- 22 - فشل محاولة انزال سفينة تركية في ميناء غرنة. وتراجع قوات الحرس الوطني القبرصي باتجاه غرنة بضغط من القوات التركية المدرعة.
- 22- دعا رئيس الوزراء التركي بولنت أجاويد الأمم المتحدة إلى «وقف الإبادة الجماعية للقبارصة الأتراك».[6]
- 22- انهيار الدفاعات الاخيرة في غرنة. وهروب القوات القبرصية اليونانية المحاصرة في القلعة من المدينة.[2]
- 22 - عملية نيكي: واجهت طائرة نورتلاس اليونانية القادمة بتعزيزات من اليونان نيران صديقة من المدافعين اليونانيين في مطار نيقوسيا الدولي مما تسبب في خسائر فادحة. ونجحت القوات التركية في إنشاء جسر بين غرنة وأجيرتا-نيقوسيا، مما أجبر قوات الحرس الوطني القبرصي على التراجع جنوبا.
- 23 - عزل الرئيس اليوناني نيكوس سامبسون من منصبه واستبداله بغلافكوس كليريدس. انتهي نظام الانقلاب. وتم الإعلان عن وقف عام لإطلاق النار. ولكن لم يكن هناك التزام بهذا الوقف في أجزاء من الجزيرة.
- 23 - تسلمت قوة الكوماندوز اليونانية (35MK) المتمركزة في مدرسة رئيس الأساقفة في نيقوسيا أوامرها - كان من المقرر نقل قوة الكتيبة المكونة من ثلاث سرايا كوماندوز إلى مطار نيقوسيا الدولي على الفور للدفاع عنها من هجوم متوقع للقوات التركية عبر رأس جسر غرنة - نيقوسيا. وقد تم بالفعل الدفاع عن المطار من قبل سرية من القوات الخاصة القبرصية اليونانية، وسرية من مشاة ELDYK وسرية من شرطة المطار شبه العسكرية، وقد تم تجهيز الأخيرة بأسلحة مضادة للدبابات وخمس مركبات مدرعة من طراز إم 8 غريهاوند.[7]
- 23 - وصلت قوات الكوماندوز إلى مطار نيقوسيا في الوقت المناسب بحافلات المدينة القديمة للدفاع عنها. واتخذوا مواقع قتالية داخل وحول مبنى الركاب الرئيسي، حيث وصلت قافلة من المركبات التركية إلى الطرف الشمالي من المطار، على بعد حوالي 500 متر من منهم. كانت الخطة الرئيسية هي التعاون مع الحرس الوطني القبرصي LOK في نشر عدد من المدافع الرشاشة والأسلحة المضادة للدبابات (كان لدى اليونانيين ثلاث قذائف من طراز EM69 عيار 90 ملم)، والسماح للقوات التركية بالتقدم في مسار النيران المتداخلة. ولكن رصدت الوحدات التركية المتقدمة بعض مواقع العدو وبدأت هجومًا عامًا من الشمال.[7]

تمكن القبارصة من ايقاف الموجة الأولى من هجوم سرايا المشاة التركية بواسطة الأسلحة الثقيلة ونيران الأسلحة الصغيرة من 42 LOK و 43 LOK إلى الجنوب، وفتح 41 LOK النار من المحطة على الجناح. وبعدها عاد الأتراك إلى مواقعهم بخسائر كبيرة. ثم أعاد تجميع صفوفه وتقدم مرة أخرى بقوة كتيبة نحو مواقع 42 و 43 LOK، متحدين وابلًا من الرصاص. في المقابل بدأ الأتراك إطلاق النار من خطهم الخلفي بقذيفة هاون 4.2 بوصة (110 ملم) من اتجاه معسكر مجاور للأمم المتحدة. شن القبارصة اليونانيون هجومًا مضادًا ضد المشاة الأتراك داخل محيط المطار من خلال مهاجمة القوات البرية بمركباتهم المدرعة الخمس من طراز إم 8 غريهاوند.
واستهدفت الوحدة 41 LOK القوات التركية المتمركزة بالقرب من معسكر الأمم المتحدة، حيث أطلقت عليها قنابل فسفورية من طراز M79 لإحداث حريق في الأدغال ودخان. وقبل وصول القوات الكندية التابعة للأمم المتحدة حاولت دبابتان تركيتان من طراز M47 الهجوم على المحطة الشرقية. فقام المدافعون بتدميرهما باستخدام البازوكا.
- 25 - انطلاق أولى محادثات جنيف بين وزراء خارجية الدول الضامنة (اليونان وتركيا والمملكة المتحدة) لبحث الوضع في الجزيرة.
- 26 - احتلال القوات التركية قريتي سنت إرمولاوس وسكليبوس وممر سنت بافلوس.
- 27 - استعاد الحرس الوطني القبرصي السيطرة على قرية سنت إرمالوس لفترة وجيزة.
- 28 -انسحاب قوات الحرس الوطني القبرصي من سنت إرمالوس بعد احتلالها المنطقة لأكثر من ثلاثة أيام في مواجهة هجوم تركي متواصل.
- 29 - أصدر مجلس أوروبا القرار رقم 573 الذي يدين الانقلاب اليوناني في قبرص ويقر بحق تركيا في التدخل لاستعادة النظام الديمقراطي قبل الانقلاب وفقًا للمادة 4 من معاهدة الضمان (1960).[8] كما دعا القرار 573 تركيا كدولة موقعة إلى «ضمان سيادة قبرص وسلامة أراضيها وأمنها».

## أغسطس 1974
- 1 - قتال عنيف في كارافاس. وتدمير دبابة تركية M47 بواسطة سلاح موجه مضاد للدبابات ماليوتكا.
- 2 - أسفرت معركة كورنوس هيل عن انتصار طفيف للحرس الوطني القبرصي، حيث جرى كمين للاستيلاء على دبابات M47 وM113 وتدمير غيرها.
- 6 - هاجمت قوات الفرقة 28 التركية قريتي لابيثوس وكارافاس شمال الجزيرة. والقتال يتوجه في عموم المنطقة نحو الجنوب واستمر حتى 14 أغسطس.
- 8 - القوات التركية تحتل لابيثوس بعد يومين من مقاومة القوات القبرصية اليونانية.
- 10- عقد مؤتمر جنيف الثاني، حيث التقي غلافكوس كليريديس ورؤوف دنكطاش لمناقشة الوضع في الجزيرة.
- 14 - بدأت القوات التركية المرحلة الثانية من عمليتها المعروفة باسم «أتيلا 2» بما يخالف وقف إطلاق النار الدولي.
- 14 - مجازر بحق المدنيين في 3 قرى تركية - مراثا وسانتالاريس والودا.
- 14 - تقدمت الفرقتان 28 و 39 من الجيش التركي إلى ما وراء خطوط وقف إطلاق النار التي رصدتها الأمم المتحدة سابقا واشتبكت في هجوما ضد الحرس الوطني القبرصي لمدة ثلاثة أيام. سقطت قرى مورفو وليفكا بيد القوات التركية.
- 15 - انهيار الدفاعات الأخيرة في فاماغوستا (فاروشا) وانسحاب القوات القبرصية اليونانية إلى لارنكا. أفادت التقارير بتدمير دبابتين تركيتين من طراز M47 في فاسيليا.
- 15 - في نيقوسيا واجهت الدبابات التركية واليونانية القبرصية بعضها البعض في المعركة الوحيدة المعروفة في الصراع بين الدبابات.[9]
- 16 - تقدمت القوات التركية حتى الخط الأخضر، وهو احتلال إقليمي محدد سلفا، وفي ذلك الوقت أصبحت 37٪ من الجزيرة تحت السيطرة التركية.
- 16 - تم تبني قرار مجلس الأمن رقم 360 الذي أعلن احترامه لسيادة جمهورية قبرص واستقلالها وسلامة أراضيها، وسجل رسميًا رفضه للأعمال العسكرية أحادية الجانب التي اتخذتها تركيا ضدها.[10]